# Большемонокский сельсовет
Большемонокский сельсовет — муниципальное образование (сельское поселение) в Бейском районе Хакасии.

## Население
| 2002 | 2010  | 2012  | 2013  | 2014 | 2015 | 2016 |
| ---- | ----- | ----- | ----- | ---- | ---- | ---- |
| 1324 | ↘1079 | ↘1058 | ↘1028 | ↘978 | ↘935 | ↘885 |
| 2017 | 2018  | 2019  | 2020  | 2021 |      |      |
| ↘883 | ↘858  | ↘832  | ↘811  | ↗904 |      |      |

## Состав сельского поселения
В состав сельского поселения входят 4 населённых пункта:
| № | Населённый пункт | Тип населённого пункта       | Население |
| - | ---------------- | ---------------------------- | --------- |
| 1 | Большой Монок    | село, административный центр | ↘570      |
| 2 | Красный Ключ     | аал                          | ↘249      |
| 3 | Малый Монок      | деревня                      | ↘179      |
| 4 | Усть-Сос         | аал                          | ↘81       |